# Río Achankovil
El  río Achankovil es un río en Kerala, India, que nace hacia el extremo sur de la península por la confluencia del Rishimala, Pasukidamettu, y Ramakkalteri. El Anchankovil enriquece el distrito Pathanamthitta del estado de Kerala. Se une al Río Pamba en Veeyapuram, en el Alappuzha distrito de Kerala. Achankovil es también el nombre de la zona forestal, que es la zona de captación de este río, y de una pequeña ciudad situada en la zona forestal de Achenkovil. El pueblo de Achankovil no es de fácil acceso; sin embargo, se puede llegar a él a través de las rutas forestales.

## Los pueblos a orillas del río Achankovil
El río Achankovil nutre a numerosos municipios en sus fértiles orillas. Entre ellos está la ciudad de Pathanamthitta, que es la capital del distrito de Pathanamthitta. Su nombre deriva de su asociación con el río. Pathanamthitta, de las palabras malayalam Pathanam y thitta, significa "casas a la orilla del río".

## Mavelikara
Mavelikara es un taluk y un municipio del distrito de Alappuzha del estado indio de Kerala. Situado en la parte sur del distrito a orillas del río Achankovil. Se cree que el nombre Mavelikara proviene de las palabras Maveli, el mítico rey de Kerala, y Kara significa tierra. Se cree también que esta tierra es el lugar donde el rey Mahabali se arrodilló ante Vamana, ofreciendo su cabeza para que Vamana mantuviera sus pies. La ciudad se enorgullece de su rico pasado histórico y cultural. El templo Chettikulangara Devi, conocido por el festival Kumbha Bharani, está situado cerca del municipio, que alberga uno de los 108 templos de Shiva de Kerala creado por el Lord Parashurama así como el templo Kandiyoor Mahadeva. También fue un importante centro de comercio en la antigua Kerala y la antigua capital de los gobernantes de Onattukara. Como resultado de la estrecha asociación con la Familia Real de Travancore, Mavelikkara obtuvo instalaciones modernas muy por delante de otros lugares del estado. Es uno de los municipios más antiguos del estado. Incluso antes de que la India lograra la independencia, Mavelikara tenía un servicio de transporte superexprés a Trivandrum.

## Templo de Achankovil Sastha

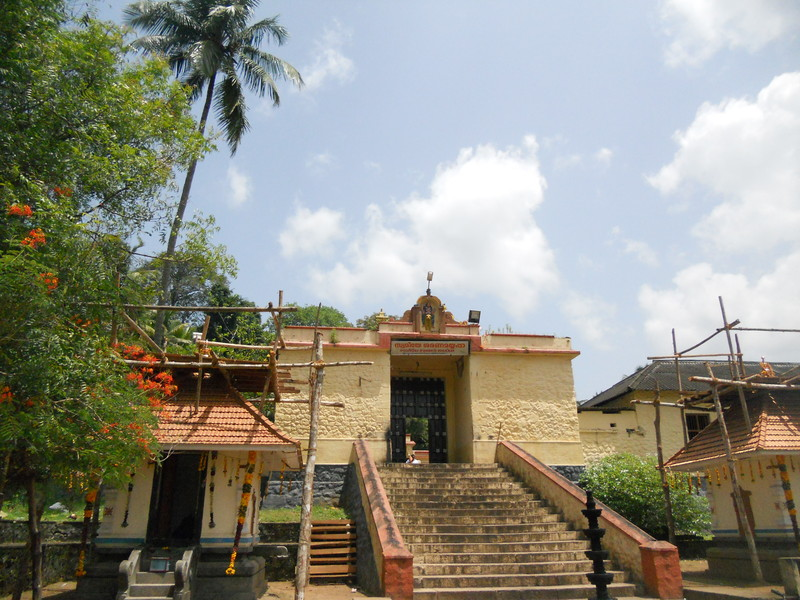
Templo de Achankovil

El Templo Achankovil Shastha, o el Templo Dharmasastha, es uno de los cinco templos importantes dedicados al Lord Ayyappa en Kerala. Lord Ayyappa lleva la vida desimilar a Grihastha Ashrama en este templo. Se le representa como un hombre de familia o lleva la vida de casado. Está representado junto con sus dos esposas, Purna y Pushkala. Se cree que el ídolo de culto aquí fue instalado por Parashurama.
El Templo Achankovil Sastha es famoso por curar las mordeduras venenosas de serpientes. La mano izquierda del ídolo de Ayyappa en el Templo de Achankovil Shastha siempre sostiene la pasta 'Chandan' (sándalo) y Thirtha (agua bendita). Se considera que el Chandan y el Thirtha tienen propiedades medicinales para curar las mordeduras de serpiente. El complejo del templo también contiene otras deidades asociadas con la leyenda de Ayyappa. Los festivales y rituales que se celebran aquí tienen fuertes raíces tamiles.
Durante el peregrinaje Sabarimala, los devotos también visitan este templo para ofrecer sus oraciones. Se cree que el ídolo de este templo fue consagrado por el sabio Parasurama. También están instaladas a ambos lados del ídolo, Poorna y Pushkala, las consortes de Lord Sastha. El festival más importante aquí se celebra del primero al décimo día del mes malayalam Dhanu (diciembre - enero)

## Atracciones

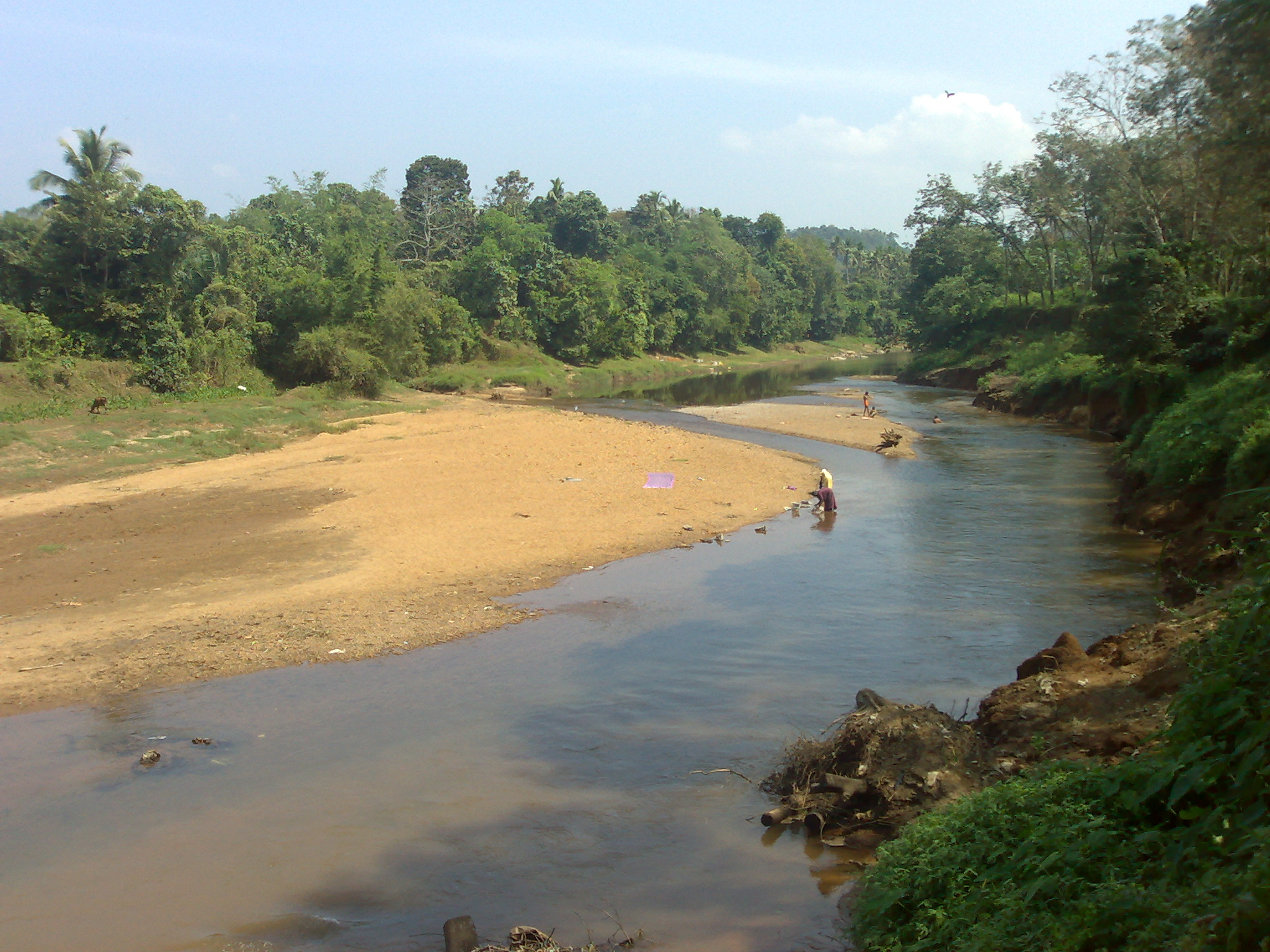
El río Achankovil cerca de Konni

El río es único en el sentido de que a lo largo de su recorrido hay un gran número de templos antiguos, lo que indica que la riqueza de la cuenca fluvial ha sido identificada por los seres humanos desde tiempos remotos y que estos prefirieron asentarse allí para poder cultivar sus cosechas en las tierras fértiles. Edappon, un lugar famoso por su flora y fauna, cerca de Pandalam está a orillas del río Achankovil.

## Galería

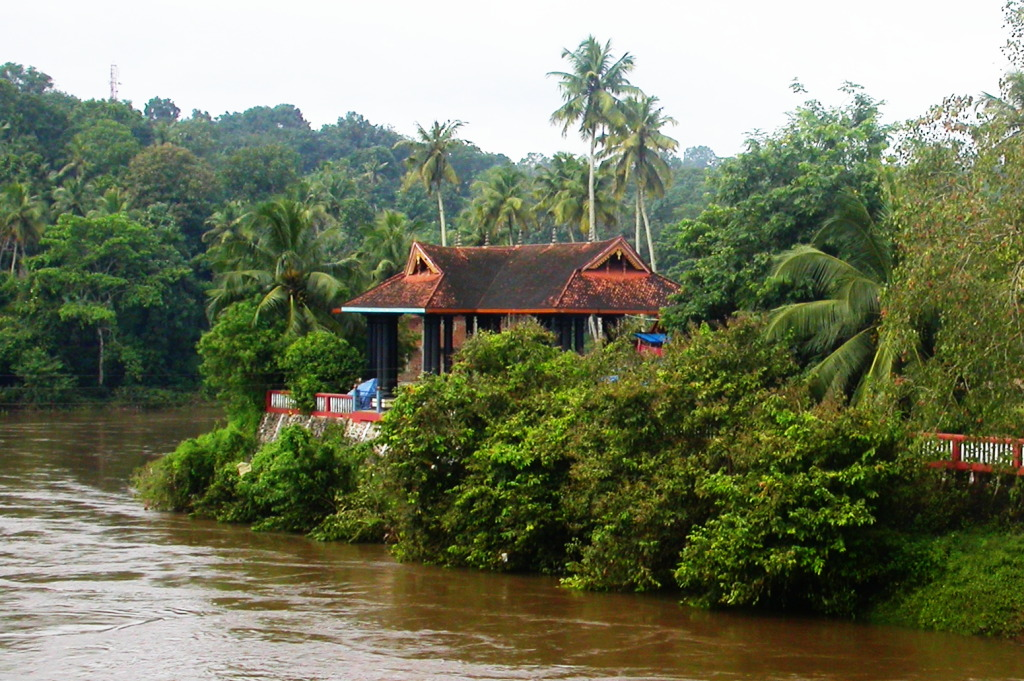
Temple Thazhoor Bhagavathy Kshetram  a orillas del río Achankovil - Vista desde el puente Thazhoor
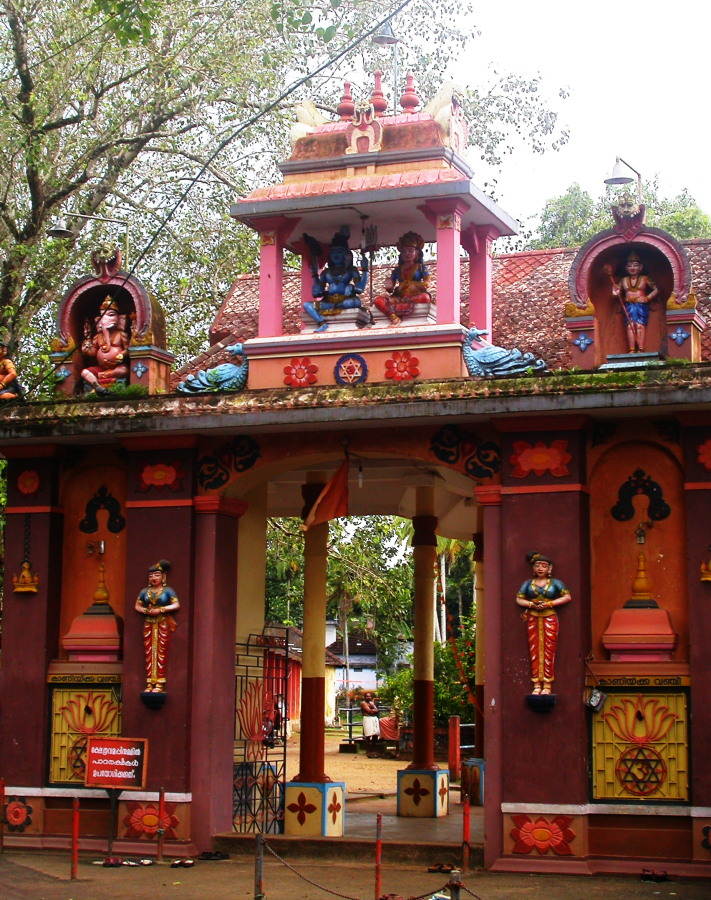
Entrada a Thrippara Shiva Kshetram a orillas del río Achankovil

El templo Chamakkavu Devi, cerca de Venmoney, es actualmente un templo hindú, pero históricamente este templo era un lugar de culto budista, que se transformó inicialmente en un templo Vishnu (entonces conocido como Sharnga-kavu) y más tarde en un templo Devi. El festival anual de carros y otras tradiciones corresponden a las antiguas prácticas budistas de "kettu kazhcha", que se asimiló al hinduismo en Kerala.